# Азинский
Азинский — посёлок в Чернушинском районе Пермского края. Входит в состав Чернушинского городского поселения.
Посёлок назван в честь Владимира Мартиновича Азина.

## География
Посёлок расположен северо-западнее от центра города Чернушка, в посёлке расположен пруд.
Площадь посёлка — 4 км².

## История
Указом Президиума Верховного Совета РФ от 11.05.1993 г. посёлок «Усадьба 105-го конезавода» переименован в посёлок «Азинский». В 1999 г. постановлением правительства РФ посёлок «Усадьба 105-го конезавода» повторно переименован в посёлок «Азинский». 

## Население
В 2005 году численность населения составляла 1055 человек.
| 2010  | 2012  | 2013  | 2014  | 2015  | 2016  | 2017  |
| ----- | ----- | ----- | ----- | ----- | ----- | ----- |
| 1492  | ↘1480 | ↘1445 | ↘1395 | ↗1437 | ↗1476 | ↘1466 |
| 2018  | 2019  | 2021  |       |       |       |       |
| ↗1471 | ↘1459 | ↗1515 |       |       |       |       |

По результатам переписи 2010 года численность населения составила 1492 человека, в том числе 731 мужчина и 761 женщина.

## Социальная сфера
- МОУ «Азинская начальная школа-детский сад»[16];
- Городская библиотека — филиал № 28 МБУК «Чернушинской городской библиотечной системы»[17];